# Джими Лондон
Джими Лондон (на португалски: Jimmy London), роден на 5 юни 1975 година в Рио де Жанейро като Бруно Мунк Лондон (Bruno Munk London), е бразилски рок музикант, певец, фронтмен на кънтрикор групата „Матанза“.
Освен с музика е известен и като водещ на шоуто „Пимп Май Райд“ и дубльор на героя Форналя в анимационния сериал „Жоржес“, и двете на канала MTV Бразилия. Лондон е и продуцент.